# Nazionale maschile di baseball della Corea del Sud
La nazionale maschile di baseball sudcoreana rappresenta la Corea del Sud nelle competizioni internazionali, come il World Baseball Classic organizzato dalla World Baseball Softball Confederation. Si tratta di una delle nazionali più forti al mondo in questo sport, avendo conquistato almeno una volta ogni singola competizione esistente, ad eccezione del World Baseball Classic, dove ha ottenuto un secondo posto nel 2009 e un terzo posto nel 2006. Può vantare l'onore di aver vinto la sua prima e unica Olimpiade a Pechino 2008, ultima edizione di questo sport ai Giochi Olimpici.

## Piazzamenti

### Giochi olimpici
- 1992 : non qualificata
- 1996 : 8°
- 2000 :  3°
- 2004 : non qualificata
- 2008 :  Campione

### World Baseball Classic
- 2006 :  3°[1]
- 2009 :  2°[1]
- 2013 : eliminata nella prima fase[1]
- 2017 : eliminata nella prima fase[1]

### Campionato mondiale di baseball
- Dal 1938 al 1974 (23 edizioni) : non qualificata
- 1976 : 6°
- 1978 :  3°
- 1980 :  2°
- 1982 :  Campione
- 1984 : 5°
- 1986 :  2°
- 1988 : 8°
- 1990 :  3°

- 1994 :  2°
- 1998 :  2°
- 2001 : 6°
- 2003 : 8°
- 2005 :  2°
- 2007 : 5°
- 2009 : 9°
- 2011 : 6°

### Giochi Asiatici
- 1994 :  2°
- 1998 :  Campione
- 2002 :  Campione
- 2006 :  3°
- 2010 :  Campione
- 2014 :  Campione
- 2018 :  Campione

### Campionato Asiatico
- 1954 :  3°
- 1955 :  3°
- 1959 :  2°
- 1962 :  2°
- 1963 :  Campione
- 1965 :  2°
- 1967 :  2°
- 1969 : non qualificata
- 1971 :  Campione
- 1973 :  2°

- 1975 :  Campione
- 1983 :  Campione
- 1985 :  2°
- 1987 :  3°
- 1989 :  Campione
- 1991 :  3°
- 1993 :  2°
- 1995 :  2°
- 1997 :  Campione
- 1999 :  Campione

- 2001 :  2°
- 2003 :  3°
- 2005 : non qualificata
- 2007 :  2°
- 2009 :  3°
- 2015 :  Campione
- 2017 :  3°
- 2019 : 4°

### Coppa Intercontinentale
- 1973: non qualificata
- 1975: 5°
- 1977:  Campione
- 1979: non qualificata
- 1981: 4°
- 1983: 5°

- 1985:  2°
- 1987: 6°
- 1989: 4°
- 1991: 5°
- 1993: 5°
- 1995: 4°

- 1997: non qualificata
- 1999: 7°
- 2002:  2°
- 2006: 7°
- 2010: 6°